# Nimbārka
Nimbārka, conosciuto anche come Nimbāditya o Niyamānanda (XII o XIV secolo – XII o XIV secolo), è stato un teologo e filosofo indiano vedāntico viṣṇuita-kṛṣṇaita, nonché il fondatore della scuola dello Nāmavat-sampradāya o anche Sanakādi-sampradāya, propugnatrice della dottrina detta dello dvaitādvaitavāda ("dottrina del dualismo e non-dualismo"), anche (svabhāvika-)bhedābheda o ancora līlāvāda.

## Biografia
Nacque in una famiglia di brahmani parlanti il telugo, forse provenienti dalla città di Nimba o Nimbapura nella regione del Beilary (Mysore, India) anche se poi la sua figura è strettamente legata al villaggio di Mathurā, luogo sacro al kṛṣṇaismo collocato nella regione del Vraja (Braj).
Il periodo in cui è vissuto Nimbārka è stato a lungo punto di controversia tra gli indologi: prendendo in considerazione che nei suoi commentari sul Brahmasūtra cita Rāmānuja ha condotto Ramakrishna Gopal Bhandarkar (1837–1925) a ritenere che fosse vissuto nel XII secolo; diversamente Surendranath Dasgupta (1887-1952), considerando le datazioni dei sampradāya viṣṇuiti sposta la datazione alla metà del XIV secolo

## Opere
A questo santo e teologo hindū sono attribuite complessive nove opere. Tra le più note, i commentari (bhāṣya) al Brahmasūtra e al Vedāntapārijātasaurabha e la Daśaślokī. Da tener presente che alcune opere di questo autore non hanno nemmeno un'edizione a stampa.